# Baojun 330
Der Baojun 330 ist eine zwischen 2015 und 2017 angebotene Limousine im Kleinwagen-Format des chinesischen Automobilherstellers Baojun.

## Geschichte
Das Fahrzeug wurde auf der Guangzhou Auto Show im November 2015 formal erstmals der Öffentlichkeit vorgestellt. Ab dem 18. Dezember 2015 wurde das Fahrzeug verkauft.
Eine Schrägheck-Variante mit dem Namen Baojun 310 kam am 8. September 2016 in den Handel. Mit dem Baojun 310W folgte 2017 auch eine Kombi-Version.

## Antrieb
Den Antrieb übernimmt ein maximal 80 kW (109 PS) leistender 1,5-Liter-Ottomotor mit einem 5-Gang-Schaltgetriebe. Eine Version mit Automatikgetriebe ist nicht verfügbar. Die Motorleistung wird an die Vorderräder übertragen.

## Technische Daten
|                                            | 1.5                      |
| ------------------------------------------ | ------------------------ |
| Bauzeitraum                                | 2015–2017                |
| Motorkenndaten                             |                          |
| Motorart                                   | Ottomotor                |
| Motorbauart                                | Reihen-Vierzylindermotor |
| Anzahl Ventile pro Zylinder                | 4                        |
| Ventilsteuerung                            | DOHC                     |
| Motoraufladung                             | –                        |
| Gemischaufbereitung                        | Saugrohreinspritzung     |
| Hubraum                                    | 1485 cm³                 |
| Verdichtungsverhältnis                     | 10,5 : 1                 |
| max. Leistung bei min−1                    | 80 kW (109 PS) / 6000    |
| max. Drehmoment bei min−1                  | 135 Nm / 4500            |
| Kraftübertragung                           |                          |
| Antrieb, serienmäßig                       | Vorderradantrieb         |
| Getriebe, serienmäßig                      | 5-Gang-Schaltgetriebe    |
| Messwerte                                  |                          |
| Höchstgeschwindigkeit                      | 175 km/h                 |
| Beschleunigung, 0–100 km/h                 | 12,0 s                   |
| Kraftstoffverbrauch auf 100 km, kombiniert | 6,3 l                    |
| Leergewicht                                | 1100 kg                  |
| Tankinhalt                                 | 41 l                     |